# Amstel Gold Race 1994
L'Amstel Gold Race 1994, ventinovesima edizione della corsa, valida per la Coppa del Mondo, si svolse il 23 aprile 1994 su un percorso di 249 km da Heerlen a Meerssen. Fu vinta dal belga Johan Museeuw, che terminò in 6h 42' 34".

## Ordine d'arrivo (Top 10)
| Pos. | Corridore          | Squadra       | Tempo    |
| ---- | ------------------ | ------------- | -------- |
| 1    | Johan Museeuw      | GB-MG Magl.   | 6h42'34" |
| 2    | Bruno Cenghialta   | Gewiss-Ballan | s.t.     |
| 3    | Marco Saligari     | GB-MG Magl.   | a 7"     |
| 4    | Alberto Volpi      | Gewiss-Ballan | s.t.     |
| 5    | Davide Rebellin    | GB-MG Magl.   | s.t.     |
| 6    | Steven Rooks       | TVM-Bison Kit | s.t.     |
| 7    | Claudio Chiappucci | Carrera       | s.t.     |
| 8    | Gérard Rué         | Banesto       | s.t.     |
| 9    | Richard Virenque   | Festina-Lotus | s.t.     |
| 10   | Didier Rous        | GAN           | s.t.     |